# 北貝凡德里亞納
北貝凡德里亞納是馬達加斯加的城市，由索非亞區負責管轄，位於該國北部，海拔高度278米，從事服務業、農業和畜牧業的人口分別佔70%、15%和10%，主要農產品有稻米、小麥、玉米、木薯和大麥，2001年人口13,000。
15°16′S 48°32′E / 15.267°S 48.533°E